# Ron Watts
Ronald Michael Watts, detto Ron (Washington, 21 maggio 1943 – Rockville, 2 novembre 2022), è stato un cestista statunitense, professionista nella NBA.

## Carriera
È stato selezionato dai Boston Celtics al secondo giro del Draft NBA 1965 (17ª scelta assoluta).